# Миколай Пілецький
Миколай Пілецький (*Mikołaj Pilecki, д/н — 1527) — державний та військовий діяч королівства Польського.

## Життєпис
Походив з впливового польського шляхетського роду Пілецьких гербу Леліва. Другий син Яна Пілецького, воєводи руського. Здобув гарну освіту. 1501 року одружився з представницею роду Ярославських. Того ж року супроводжував Олександра Ягеллона, який тоді став королем Польщі, у поїздці до Великого князівства Литовського.
1506 році був одним з підписантів акту виборів короля Сигізмунда I. Того ж року отримує почесний чин королівського дворянина. Брав участь у роботі маршалкового сейму в Кракові.
У 1508 році призначається каштеляном Перемишля. Того ж року стає прикордонним комісаром у Львівському воєводстві. 1509 року супроводжував короля до Львова. 1510 року призначається на посаду каштеляна віслицького. У 1511 році після Яна Одровонжа.
8 лютого 1512 року в Кракові стає учасником весілля короля Сигізмунда I і Барбари Запольї. Того ж року звитяжив у битві при Лопушній під орудою князя Івана Вишневецького проти кримськотатарського війська. За цим отримав староство Красноставське.
1514 року брав участь у військовій компанії проти Московського царства. 1518 році був учасником Краківського сейму. Того ж року брав участь у весілля короля з Боною Сфорца. У 1519 році брав участь у війні проти Тевтонського ордену. У 1520 році від імені короля на сейми в Бидгощі домігся впровадження додаткового податку для війни з Орденом.
У 1524 році передав посаду каштеляна Белзького стриєчному брату Миколаю Оцецу Пілецькому. Останні роки провів у розподілу родинних маєтностей з братами ном і Станіславом. Водночас вступив у судові суперечки з сусідами. Помер 1527 року, залишивши багато боргів.

## Родина
Дружина — Магдалена, донька Спитека III Ярославського, воєводи белзького.
Діти:
- Миколай
- Станіслав Ян (д/н— бл. 1550)